# Phoracantha cruciata
Phoracantha cruciata es una especie de escarabajo del género Phoracantha, familia Cerambycidae. Fue descrita científicamente por Wang en 1995.
Esta especie se encuentra en Australia.
Mide 2 centímetros de longitud.